# Lebia balli
Lebia balli är en skalbaggsart som beskrevs av Reichardt. Lebia balli ingår i släktet Lebia och familjen jordlöpare. Inga underarter finns listade i Catalogue of Life.